# Orranteño
Orranteño es una localidad del estado mexicano de Chihuahua. Es parte del municipio de Saucillo.

## Demografía
| Gráfica de evolución demográfica |
|                                  |

| Censo | Población |
| ----- | --------- |
| 1930  | 212       |
| 1940  | 668       |
| 1950  | 839       |
| 1960  | 1 405     |
| 1970  | 1 652     |
| 1980  | 1 565     |
| 1990  | 1 583     |
| 2000  | 1 525     |
| 2010  | 1 641     |
| 2020  | 1 503     |